# Proteo (obra)

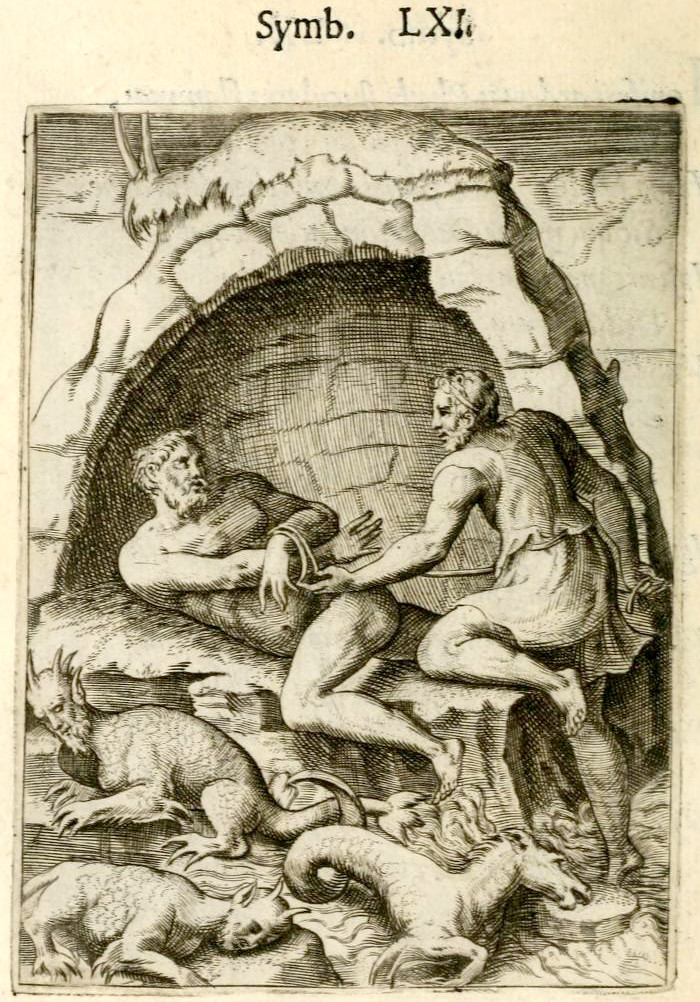
Menelao luchando con el anciano del mar, Proteo, para poder encontrar el camino de regreso a casa, como se le cuenta a Telémaco en el Libro 4 de la Odisea. Bonasone, Giulio, ca. 1498-ca. 1580

Proteo (Πρωτεύς) es el drama satírico de la Orestíada, que fue presentada en el año 458 a. C. por Esquilo.
Aunque Proteo, el drama satírico que originalmente seguía a las tres primeras obras de la Orestíada, se ha perdido, se considera en general que se basaba en la historia narrada en el Libro IV de la Odisea. 
En el 2002, el Teatro Kingston montó una producción de la Orestíada en traducción de Ted Hughes, e incluyó una reconstrucción libre de Proteo basada en el episodio de la Odisea y arreglado libremente según la estructura de los dramas satíricos que se conservan.